# Mel & Kim
Mel & Kim was een Brits popduo bestaande uit de zusters Mel en Kim Appleby. Onder leiding van de producers Stock, Aitken & Waterman maakten ze in de late jaren 80 hits als Showing Out (Get Fresh at the Weekend), Respectable, F.L.M. (Fun, Love and Money) en That's the Way It Is. Hiervan waren Showing Out en Respectable nummer 1-hits in de hele wereld.
Mel Appleby overleed op 18 januari 1990 op 23-jarige leeftijd aan de gevolgen van kanker.
Kim Appleby kwam in november 1990 terug als solozangeres met een album en had nog drie hits: Don't worry, G.L.A.D. en Mama.
In 1993 kwam het tweede album, Breakaway, en in 1994 de single Free spirit.
In 2007 bracht Kim Appleby de downloadbare single High uit. In februari 2018 verscheen de niet eerder uitgebrachte Mel & Kim-single Where Is Love. 

## Discografie

### Albums
| Album met eventuele hitnotering(en) in de Nederlandse Album Top 100 | Datum van verschijnen | Datum van binnenkomst | Hoogste positie | Aantal weken | Opmerkingen                                         |
| ------------------------------------------------------------------- | --------------------- | --------------------- | --------------- | ------------ | --------------------------------------------------- |
| F.L.M. (Fun, Love, Money)                                           | 1987                  | 02-05-1987            | 12              | 18           |                                                     |
| Something Special                                                   | 1989                  | -                     |                 |              | Remixalbum met Mel & Kim en Kim Appleby             |
| The Best Of Mel & Kim                                               | 1996                  | -                     |                 |              | Verzamelalbum met Mel & Kim en Kim Appleby          |
| That's the Way It Is - The Best Of                                  | 2001                  | -                     |                 |              | Verzamelalbum met Mel & Kim en Kim Appleby          |
| F.L.M. - The Best of Mel & Kim/Kim Appleby                          | 2002                  | -                     |                 |              | Verzamelalbum met Mel & Kim en Kim Appleby          |
| F.L.M.                                                              | 2010                  | -                     |                 |              | Verzamelalbum; dubbel-cd met nieuwe en bonusremixes |

### Singles
| Single met eventuele hitnotering(en) in de Nederlandse Top 40 | Datum van verschijnen | Datum van binnenkomst | Hoogste positie | Aantal weken | Opmerkingen |
| ------------------------------------------------------------- | --------------------- | --------------------- | --------------- | ------------ | ----------- |
| Showing Out (Get Fresh at the Weekend)                        | 12-1986               | 13-12-1986            | 1(4wk)          | 13           |             |
| Respectable                                                   | 02-1987               | 28-02-1987            | 1(3wk)          | 13           | Alarmschijf |
| F.L.M.                                                        | 1987                  | 20-06-1987            | 10              | 7            |             |
| That's The Way It Is                                          | 1988                  | 05-03-1988            | 8               | 8            |             |
| I'm the One Who Really Loves You                              | 1988                  | -                     |                 |              |             |
| Megamix:ninety                                                | 1990                  | -                     |                 |              |             |

### NPO Radio 2 Top 2000
Van Mel & Kim stond alleen Respectable in 2000 in de NPO Radio 2 Top 2000, op plek 1790.

## Trivia
- Zangeres Kim Wilde en komiek Mel Smith brachten in 1987 een cover uit van Rocking Around the Christmas Tree als Mel & Kim.
- Twee personages uit de televisieserie De Luizenmoeder heten Mel en Kim. Ze reageren verbaasd wanneer luizenmoeder Hannah hun vertelt over de echte Mel & Kim.
- In 2020 persifleerden Nienke Plas & Glennis Grace het duo in seizoen 11 van De TV Kantine.